# Hans Gostomski
Hans Gostomski (* 11. September 1899 in Berlin als Joachim Hans Julius Otto Gostomski; † 14. April 1936 ebenda) war ein kommunistischer Politiker.

## Leben
Gostomski besuchte die Stadtschule in Lenzen und nahm anschließend ein Studium für orientalische Sprachen in Berlin auf und arbeitete als kaufmännischer Angestellter. 1918 zum Militärdienst eingezogen, wurde Gostomski schwer verwundet. Während der Novemberrevolution gehörte er dem Soldatenrat des XX. Armeekorps an. 1919 nach Berlin zurückgekehrt, arbeitete er beim Berliner Magistrat und trat im gleichen Jahr der USPD bei, 1920 der KPD.
1922 siedelte Gostomski nach Hamburg über, wo er 1924 für die KPD in die Bürgerschaft gewählt wurde und den örtlichen Internationalen Bund der Opfer des Krieges und der Arbeit leitete. Im April 1925 wurde der zum linken Parteiflügel zählende Gostomski nach einer parteiinternen Intrige genötigt, sein Mandat niederzulegen und nach Berlin versetzt, wo er sich nach seinem Parteiaustritt 1927 in verschiedenen linken Gruppen engagierte.
1931 schloss er sich der neu gegründeten Sozialistischen Arbeiterpartei Deutschlands (SAPD) an, in deren Berliner Parteiorganisation er leitende Funktionen übernahm. Parteiintern zählte er zum linken, „leninistischen“ Parteiflügel, so forderte er in einem Artikel in der Sozialistischen Arbeiter-Zeitung vom 1. Januar 1933 die Parteivorstandsmehrheit um Max Seydewitz und Kurt Rosenfeld durch eine „… zielklare revolutionäre Führung …“ zu ersetzen.
Nach der „Machtübernahme“ der NSDAP 1933 und in den Folgejahren wurde Gostomski mehrfach inhaftiert.
Über Gostomskis weiteren Lebensweg gibt es kaum zuverlässige Angaben. Bei Weber/Herbst wird Freitod 1934 gemutmaßt.